# Philip Bouverie Bowyer Nichols
Sir Philip Bouverie Bowyer Nichols KCMG (* 1894; † 1962) war ein britischer Diplomat.
Nichols studierte am Eton College und am Balliol College in Oxford. In den 1920er Jahren war er in der Abteilung Neuseeland im Foreign Office beschäftigt. 1932 heiratete er Phyllis Mary Spender Clay, zusammen hatten sie zwei Söhne und zwei Töchter. Von 1939 bis 1941 leitete Nichols die Abteilung Südhemisphäre. Von 13. Mai 1942 bis 1948 war er Botschafter bei der tschechoslowakischen Exilregierung von Edvard Beneš in London und begleitete diese nach Prag. Am 13. Juni 1946 wurde er von Georg VI. (Vereinigtes Königreich) als Knight Commander in den Order of St. Michael and St. George aufgenommen.